# Katerine Mousseau
Pour les articles homonymes, voir Mousseau.
Katerine Mousseau, née à Montréal le 9 mars 1951, est une actrice québécoise. Elle est la fille du peintre Jean-Paul Mousseau et de l'actrice québécoise Dyne Mousso. Elle a été la conjointe du chanteur-compositeur-interprète Michel Rivard. Elle est la mère du chef montréalais Antonin Mousseau-Rivard.

## Biographie
Katerine Mousseau est la fille du peintre Jean-Paul Mousseau, signataire du Refus global, et de l'actrice québécoise Dyne Mousso. Ses deux parents étaient étroitement liés au monde du théâtre.
Katerine Mousseau a fait ses débuts dans le film Le Viol d'une jeune fille douce de Gilles Carle en 1968. Elle participait à un reportage télévisé de Radio-Canada et se fit remarquer à ce moment par la propriétaire de la Boutique Soleil, qui lui demanda d'entrer en contact avec son mari, qui préparait le tournage de ce film.
La comédienne était véritablement enceinte durant le tournage de Le Temps d'une paix.

## Filmographie

### Télévision
- 1968 - 1970 : Fanfreluche (série télévisée) : La princesse
- 1968 - 1972 : Le Paradis terrestre (série télévisée) : Jocelyne Gendron
- 1970 - 1978 : Les Berger (série télévisée) : Marie-Jo
- 1976 - 1977 : Quinze ans plus tard (série télévisée) : Christine Latour
- 1978 - 1981 : Race de monde (série télévisée) : Samm
- 1980 - 1986 : Le Temps d'une paix (série télévisée) : Juliette Savary
- 1982 - 1984 : Les Aventures de Virulysse : Pétaline
- 1990 - 1993 : Cormoran (série télévisée) : Ginette Durivage-Cormoran
- 1996 - 2006, puis en 2010 : Virginie (série télévisée) : Mireille Langlois

### Cinéma
- 1968 : Le Viol d'une jeune fille douce : Katherine[2]
- 1969 : De quoi vit le Québécois
- 1970 : Red : Domino
- 1971 : Les Mâles : Dolores
- 1971 : Les Chats bottés : Anita Groslot
- 1972 : Françoise Durocher, waitress : L'une des Françoise Durocher
- 1972 : L'Odeur des fauves : Dolly
- 1972 : L'Apparition : L'assistante
- 1975 : Gina : Linda Trudeau
- 1976 : Jos Carbone : Myrtie[3]
- 1979 : Au revoir à lundi : Collègue de la compagnie aérienne

## Théâtre
- 1972 : Les oranges sont vertes : Musselgine[2]
- 1979 : Chat en poche : Julie [4]
- 1984 : La nuit des rois : Viola[5]
- 1985 : Drôle de Valentin[6]